# Бециркслига
Бециркслига (Bezirksliga; в переводе с нем. — «Окружная лига»), также Высшая окружная лига (Bezirksoberliga) и Окружной класс (Bezirksklasse) — название, используемое в большинстве спортивных ассоциаций Германии для региональных лиг, расположенных в нижней части системы лиг страны. Окружные лиги обычно организуют спортивные ассоциации округов или городов, которые подчиняются национальной спортивной ассоциации и отвечают за территорию нескольких соседних районов и внерайонных городов. Если на одной территории существуют одновременно несколько таких лиг, одна из них обычно является высшей лигой (бецирксоберлига), а другая обычно находится ниже в системе лиг.

## Футбол
В германском футболе Бециркслига представляет собой любительские дивизионы, находящихся на 7-м (Обербециркслига), 8-м или 9-м уровнях немецкой системы футбольных лиг. В зависимости от структурной организации внутри земельных футбольных ассоциаций Немецкого футбольного союза (DFB), Бециркслига либо подпадает под юрисдикцию земельной ассоциации, либо одной из её дочерних окружных ассоциаций, которые организуют свои подразделения в основном в пределах границ соответствующих административных округов. В пирамиде лиг Бециркслига всегда находится ниже высших дивизионов земельной ассоциации, обычно это Фербандслига или Ландеслига, но опережает Крайслигу районных ассоциаций. После завершения розыгрыша Бециркслиги команды попадают либо в более высокую Ландеслигу/Бецирксоберлигу (1 места), либо в более низкую Крайслигу (последние места).
До 1933 года Бециркскласс был футбольной лигой высшего уровня в большинстве региональных ассоциаций Германии, пока не был заменен Гаулигой в качестве высшего уровня, после чего стал лигой второго уровня.
После Второй мировой войны и до 1978 года Бециркслиги в системе футбольных лиг Германии обычно были пятым дивизионом, например, в системе лиг Вестфальской региональной ассоциации Бециркслига была расположена ниже Бундеслиги, 2-й Бундеслиги, Фербандслиги и Ландеслиги, с одной стороны, и выше Крайслиги, с другой. Из-за многочисленных реформ системы лиг как на уровне DFB, так и на уровне региональных и земельных ассоциаций, входящих в DFB, Бециркслига теперь является седьмым или восьмым дивизионом, в зависимости от земли. В Гессене Бециркслига была переименована в Группенлигу (Gruppenliga), в Баденской футбольной ассоциации (север Баден-Вюртемберга) Бециркслига была упразднена и вместо неё существует Крайслига.
В футболе ГДР Бециркслига была третьим по счёту дивизионом с 1963 года после роспуска II лиги ГДР и до лета 1990 года, когда на территории ГДР, которая собиралась присоединяться к ФРГ, были введены Ландеслиги. Ниже Бециркслиг находились районные лиги.

## Футзал
Бециркслига является третьим по уровню дивизионом в системе футзальных лиг Германии. До введения Ландеслиг во многих местах Бециркслиги были вторыми дивизионами. В иерархической системе Бециркслига располагается ниже Фербандслиг и выше Крайслиг.

## Хоккей
В системе хоккейных лиг Германии Бециркслиги есть в Баварии и Северном Рейне-Вестфалии, где они образуют шестой и низший дивизион соответственно.

## Австрия
В Австрии Бециркслиги есть в системе футбольных лиг Верхней Австрии и Тироле, где они образуют любительские дивизионы 3-го и 4-го уровня соответственно.